# Smurf attack
Smurf attack – odmiana ataku sieciowego o nazwie ping flood, który polega na przeciążeniu łącza atakowanego systemu pakietami ping.
O ile w wypadku ataku ping flood intruz wykorzystuje swoją przewagę w przepustowości używanego łącza, Smurf attack umożliwia skuteczną akcję użytkownikom łącza o słabszych parametrach niż to należące do atakowanego systemu.
Atak ten polega na technice fałszowania zapytań ping (ICMP Echo Request), poprzez zamianę adresu źródła tych zapytań na adres atakowanego serwera. Tak spreparowane pakiety ping wysyłane są na adres rozgłoszeniowy sieci zawierającej wiele komputerów. Pakiety zostają rozesłane do wszystkich aktywnych systemów w sieci, co powoduje przesłanie przez nie pakietów ICMP Echo Reply na sfałszowany wcześniej adres źródłowy atakowanej ofiary.
Posługując się tą techniką wzmocnienia ruchu sieciowego, intruz może wysyłać mały strumień pakietów, a ofiara otrzymuje ich zwielokrotnioną liczbę. W konsekwencji może to zablokować jej łącze do Internetu.
Smurf attack można również przeprowadzić za pośrednictwem pakietów UDP.